# Saliers
Saliers ist ein Ortsteil der Stadt Arles im französischen Département Bouches-du-Rhône. 2006 lebten hier 325 Menschen.

## Lage
Saliers liegt 14 Kilometer westlich des Stadtzentrums von Arles. Der nächstgelegene Ort ist Saint-Gilles. Hauptverkehrszugang ist die Nationalstraße 572. Das Dorf gehört zum Kanton Arles.

## Geschichte

### Internierungslager Camp de Saliers

#### Zur Geschichte der Verfolgung von Sinti und Roma in Frankreich
Eine in Frankreich lange Zeit verdrängte Geschichte war die der Ausgrenzung jener Menschen, die hier als Nomaden (Nomades), Zigeuner (Tsiganes) oder Manouches bezeichnet wurden und werden. Diese Ausgrenzung begann spätestens mit einem Gesetz von 1912, dem in der Zeit zwischen den beiden Weltkriegen weitere Verwaltungsmaßnahmen zur Reglementierung des Alltagslebens und zur Überwachung folgten.
Am 6. April 1940 verfügte Albert Lebrun, der Präsident der französischen Republik, in einem Dekret die Isolierung von Nomaden an besonderen Orten unter Polizeiaufsicht. Begründet wurde dies mit einem angeblichen Risiko, das in Kriegszeiten von „Nomaden“ ausgehe. Im Zuge des Vorrückens der deutschen Wehrmacht kam es dann in der zweiten Hälfte des Jahres 1940 zur Zwangsvertreibung der Sinti und Roma aus dem Elsass, und am 4. Oktober 1940 ordnete der Oberbefehlshaber des Heeres schließlich die zwangsweise „Überführung“ von Sinti und Roma in „Sammellager“ an. In der Folge wurden in Frankreich etwa 30 Zentren geschaffen, von denen 25 ausschließlich für Sinti und Roma reserviert waren. Zuvor hatte bereits am 4. August 1940 der Präfekt des Departements Bouches-du-Rhône verfügt, dass sich alle Sinti und Roma des Departements in Arles anzusiedeln hätten.:S. 329 Die Einrichtung des Lagers Saliers erfolgte dennoch erst ab März 1942, und es war auch nicht das einzige Nomadenlager im engeren Sinne in der Südzone, wie Denis Peschanski behauptet:S. 169: Bereits im April 1941 hatte der Präfekt des Département Hautes-Pyrénées alle Nomaden aus dem Departement auf dem Plateau von Lannemezan versammelt und sie dann in einem zerstörten Krankenhaus in Lannemezan untergebracht und von der Gendarmerie bewachen lassen.

#### Ein Internierungslager als Filmkulisse und Touristenattraktion
Francis Bertrand und Jacques Grandjonc sehen als Auslöser für die Gründung des Lagers Saliers eine Konferenz des Vichy-Regimes am 15. März 1942, die nach Auffassung der beiden Autoren eine direkte Folge der Berliner Wannseekonferenz war und die Konzentrierung aller Sinti und Roma im Internierungslager für Nichtsesshafte in Montreuil-Bellay und deren anschließende Deportation zum Ziel gehabt habe.:S. 329 f. Um das abzuwenden, habe der für den staatlichen „Service social des étrangers“ (Sozialdienst für Ausländer) arbeitende Quäker Gilbert Lesage vorgeschlagen, ein Lager in der Camargue einzurichten.:S. 330 Die Behörden folgten Lesages Vorschlag.
Das Vichy-Regime plante von Anfang an, das zu errichtende Lager als eine Art Modelllager. Damit sollte der ausländischen Kritik an den Lebensbedingungen in den südfranzösischen Internierungslagern entgegengewirkt werden, und man wollte symbolisch an den Mythos von der Camargue als „Wiege“ der französischen Sinti- und Roma-Kultur anknüpfen.

„Der verantwortliche Architekt Jacques van Migom entwickelte den Plan, dem mit Stacheldraht umgebenen Internierungslager das verharmlosende Aussehen eines regionaltypischen Dorfes mit 30 Hütten aus weißgekalkten Mauern und Schilfdächern zu geben.“

Nach Peschanski gehörte es auch zum ursprüngliche Konzept, für jede Großfamilie ein eigenes Wohngebäude vorzusehen, und alles dann ergänzt durch eine umfassende Infrastruktur.

„Das Lager wurde entlang einer Ost-West-Achse errichtet und umfasste ein Verwaltungszentrum (Büros, Wohnheim, Krankenstation, Schule), eine Kapelle und die dreißig Nomadenhütten, die durch eine Ringstraße erschlossen waren. Man hatte daran gedacht, das Gelände einzuebnen, um den Wasserabfluss zu begünstigen, und vor der Ankunft der Nomaden ein Netz von Zementkanälen zu bauen, um die Abwässer zu entsorgen.“

Das Lager hat nie den vom Architekten geplanten Umfang erreicht, aber in seinem „Bericht über die Errichtung des Zigeunerlagers Saliers-Camargue“ vom 8. Oktober 1942 schwärmt er von der „Rücksichtnahme auf die Lebensgewohnheiten der Zigeuner“ sowie über dessen „Ästhetischen Aspekt und Lage“ und prophezeit:

„Dieses im typischen Baustil der Camargue errichtete Lager wird gleichzeitig das Aussehen eines Zigeunerlagers erhalten und Besucher und Passanten bezaubern. Dank eines Filmes wird es ein leichtes sein, Lügen zu widerlegen, die zur Zeit im Ausland über die französischen Lager kursieren. […] Die gesamte Anlage, über der die Trikolore weht, integriert sich harmonisch in die Landschaft, in der sie wie ein fröhlicher, harmonischer Farbtupfer erscheint. Zu diesem Dekor kommt noch die pittoreske Lebensweise der Bewohner, und die Verwendung des Lagers für die Filmindustrie ist ebenfalls im Gedächtnis zu behalten; dadurch wird der Camargue neben seinem touristischen Charme ein zusätzliches Interesse zuteil. [.. ] Das Lager Saliers soll vor allem ein Argument der Regierungspropaganda sein: einem Konzentrationslager das Aussehen eines Dorfes geben, in dem den Internierten ein Familienleben möglich ist und Tradition und Konfession geachtet werden.“

Migoms Überlegungen hinsichtlich der propagandistischen Bedeutung des Lagers, seine Betonung des Films als deren Verstärker, lesen sich im Nachhinein wie eine Blaupause für den 1944 gedrehten NS-Propagandafilm „Der Führer schenkt den Juden eine Stadt“, der zur Verschleierung der Vernichtungspolitik des NS-Regimes beitragen sollte. In beiden Fällen ging es darum, Internierung als etwas normales erscheinen zu lassen, um deren zugrundeliegendes System vor dem Vorwurf der Inhumanität zu schützen.

Planung und Bau des Camp de Saliers
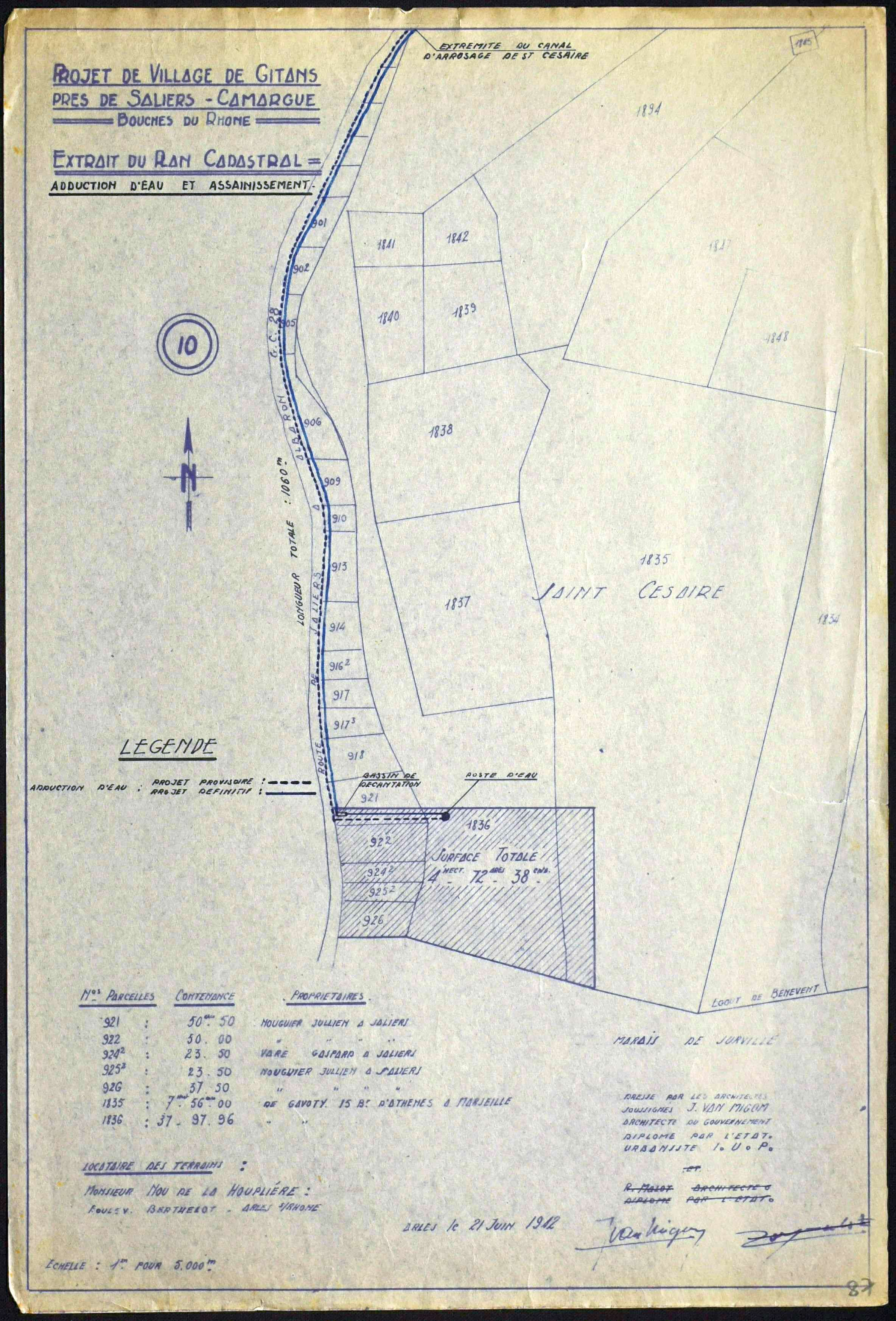
Gelände des Camp de Saliers laut Katasterplan von 1942
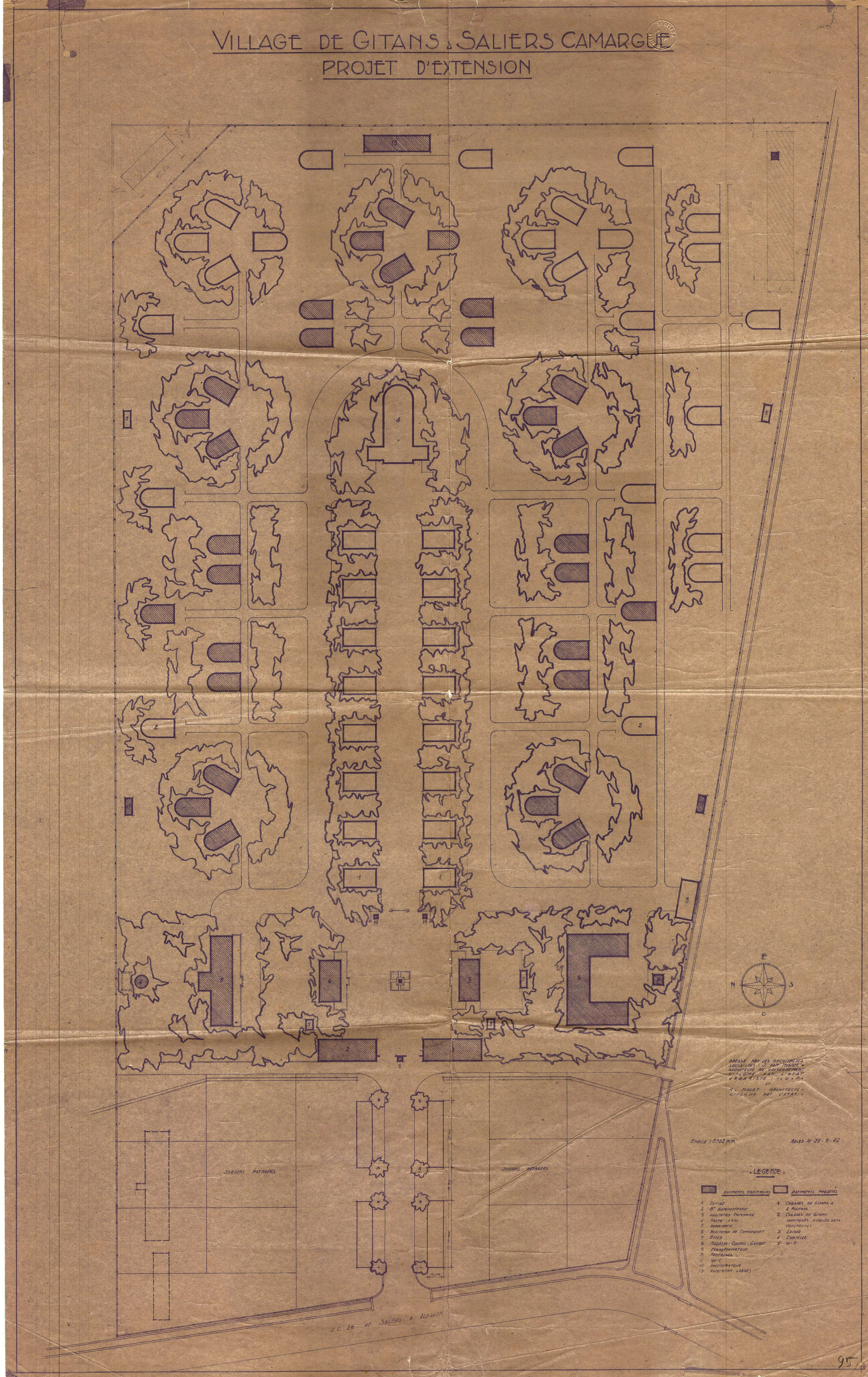
Geplanter Ausbau des Camps
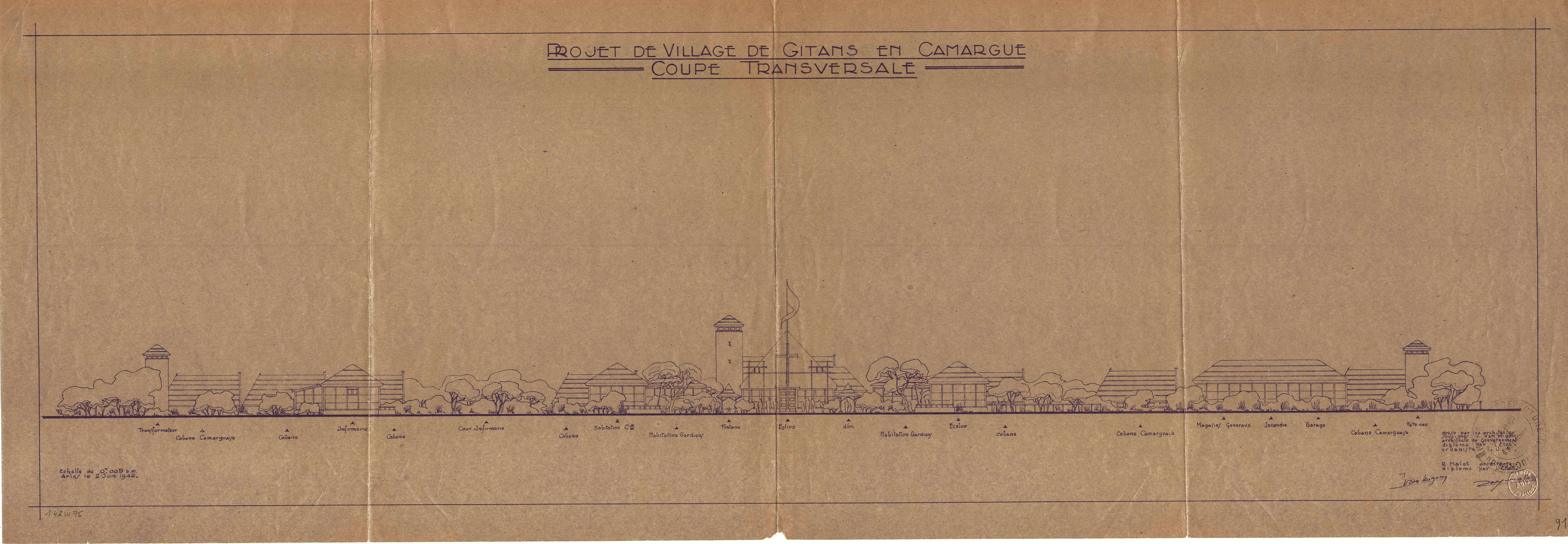
Planerische Sicht auf das Camp in seiner west-östlichen Ausrichtung
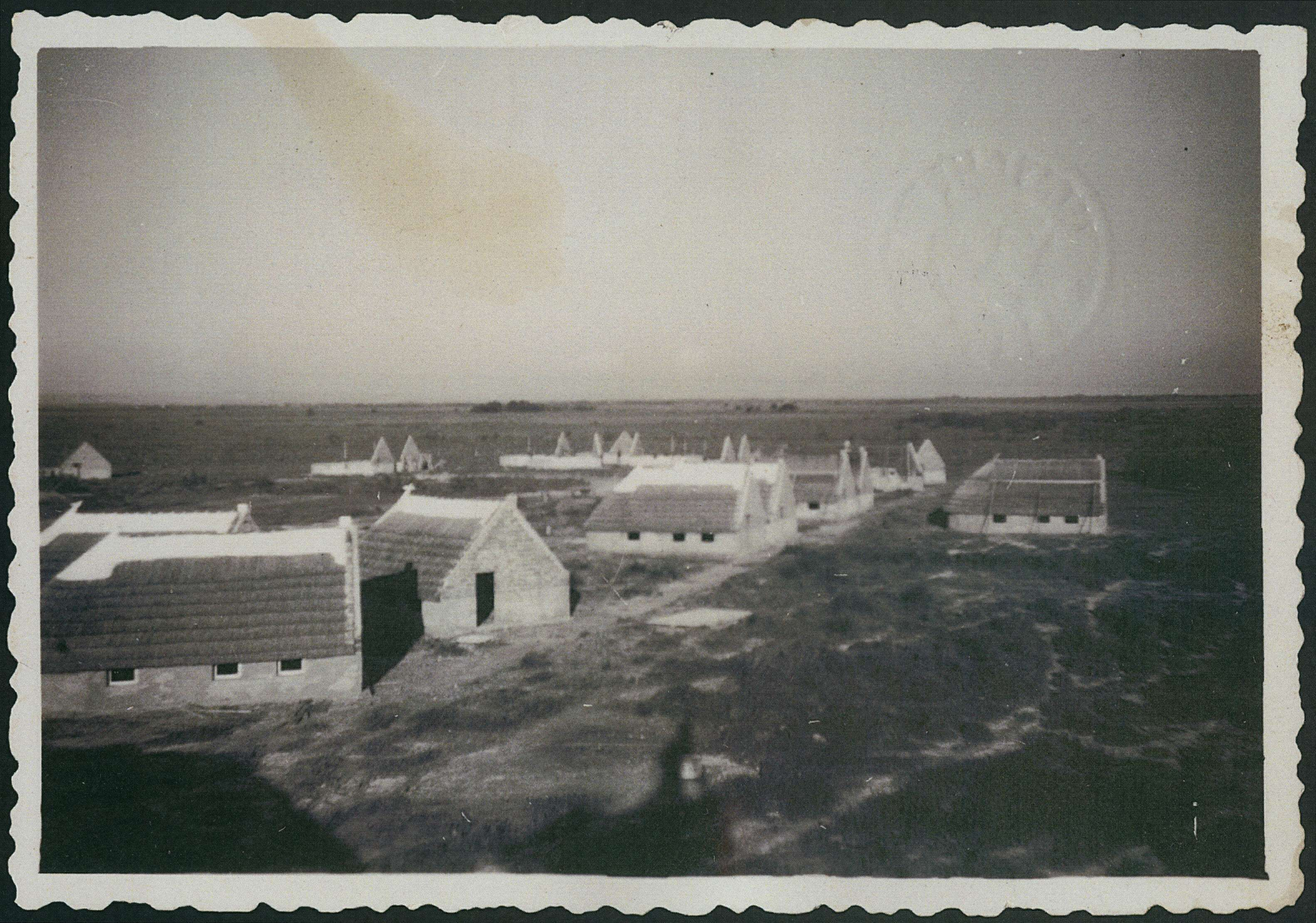
Bau der Unterkünfte für die Internierten im angeblichen Stil typischer Camargue-Häuser
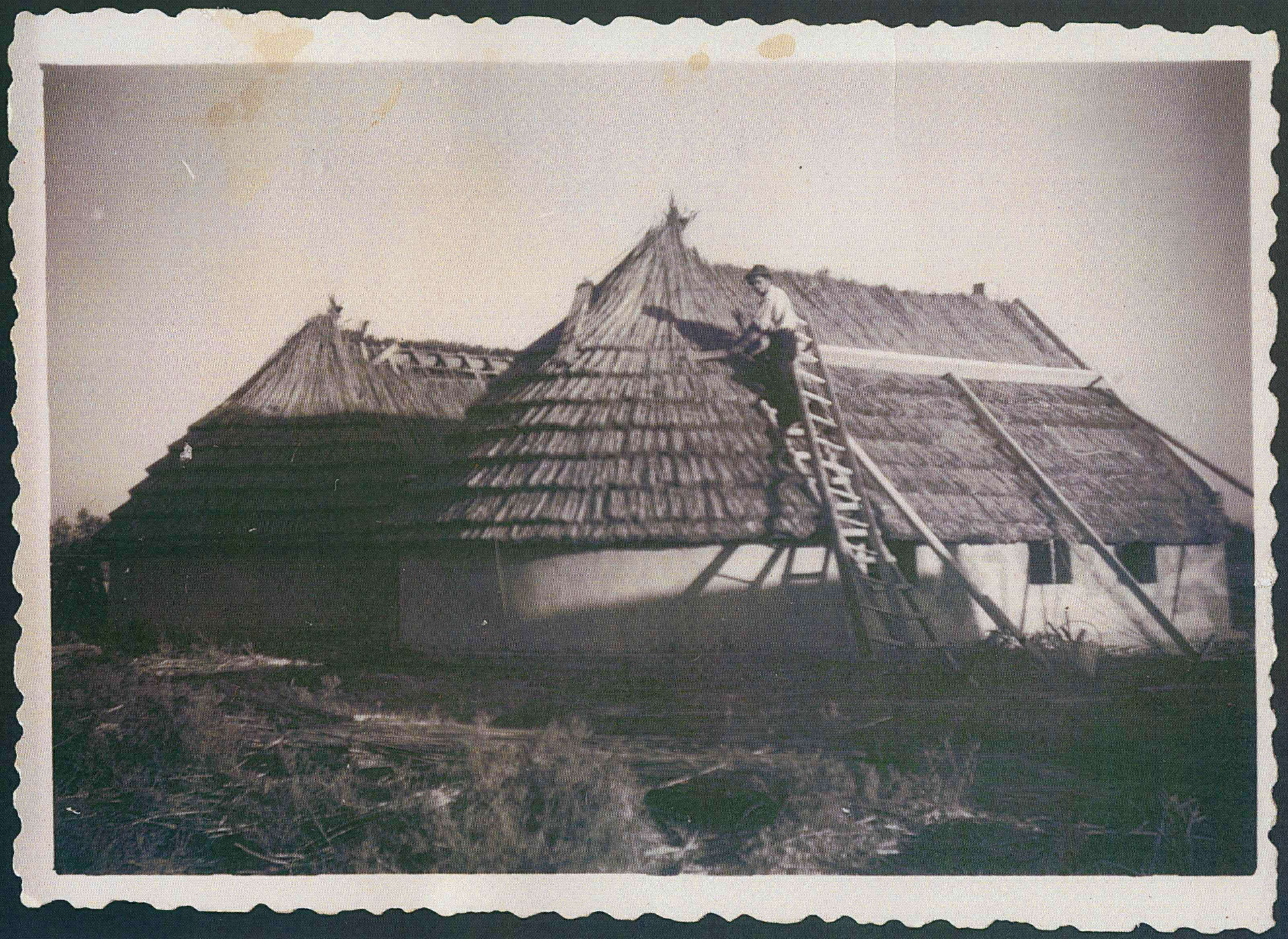
Schilfdach und Apsis galten als Merkmale des Camargue-Stils
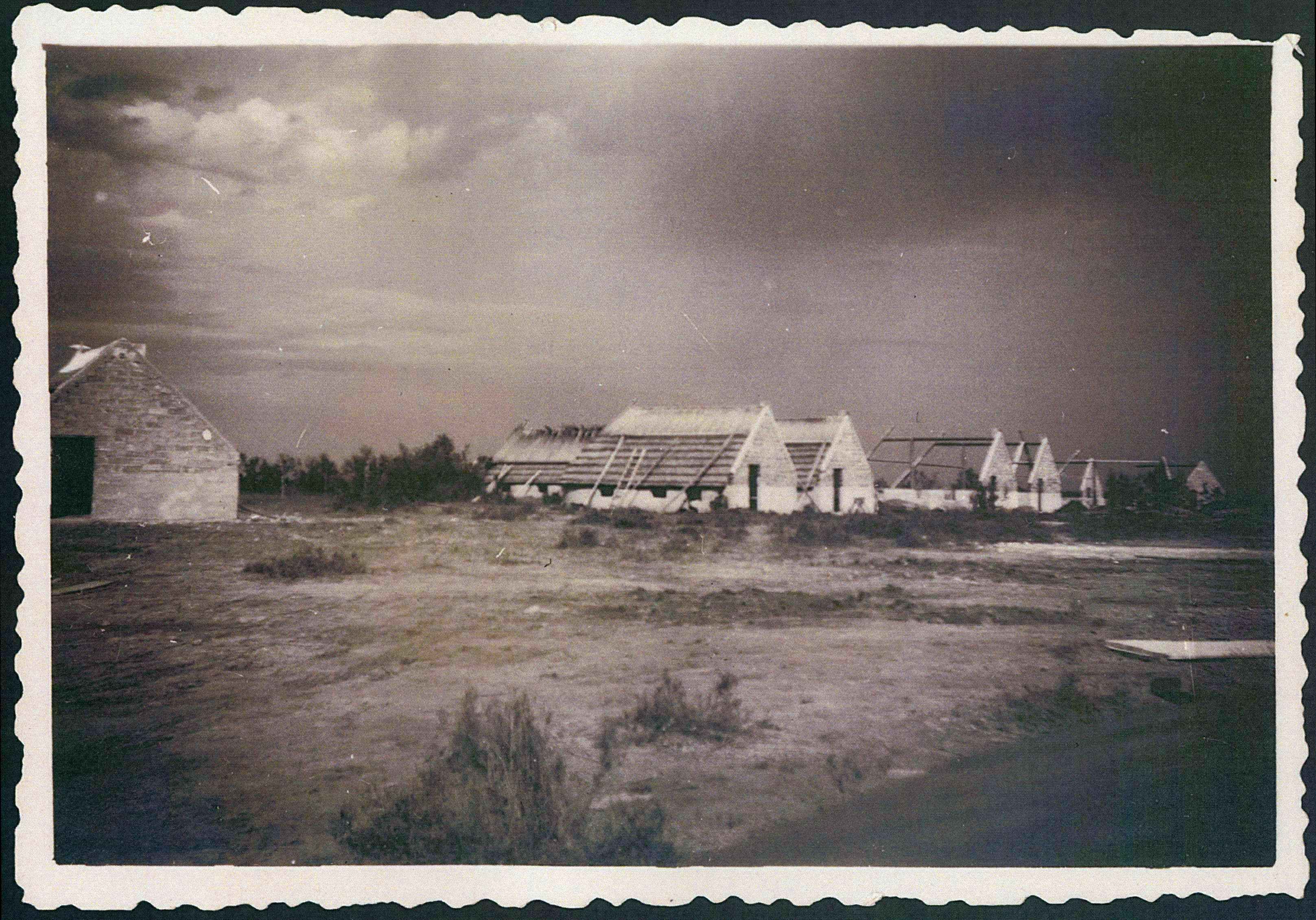

#### Leben im Lager
Das Lager wurde formal am 15. Juni 1942 eröffnet, doch ist fraglich, ob zu diesem Zeitpunkt von ihm mehr existierte als das Stacheldraht umzäunte Gelände und die Verwaltungsgebäude. Erst am 3. und 21. Juli 1942 trafen zusammen etwa 60 bis 60 Sinti aus dem Camp de Rivesaltes ein, die in den Folgemonaten das Lager aufbauten.:S. 331 Da nur wenig Wachpersonal vorhanden war, konnten viele in nächster Zeit fliehen.
Die eigentliche Belegung der für die Unterbringung von 300 Personen ausgelegten 30 Hütten von jeweils 8 Meter Länge und 4 Meter Breite erfolgte am 27. November 1942 mit dem Eintreffen von weiteren 299 Personen aus Rivesaltes – „zum größten Teil Frauen und Kinder der in Saliers bereits internierten Männer“.:S. 331

„Im Dezember gab es 380 Internierte mit einer Rate von 10 bis 15 Personen pro 4 × 8 m Hütte. Die gesundheitliche Situation ist erbärmlich. Die Familien erlitten einen "besonders widerwärtigen Aufenthalt" (laut Bericht des Inspekteurs der Lager vom 5. Dezember 1944): Unvollständigkeit der Baracken, direkter Kontakt mit den Parasiten, Lichtmangel, unzureichende Heizung, keine Versorgung mit Trinkwasser oder Ableitung von Abwasser, Unterernährung.“

Hinzu kam die fortwährenden Mangelernährung der Internierten, die zum Tod von mindestens 25 Menschen, darunter 6 Kindern, führte.
Das Lager war zunächst dem oben schon erwähnten Service Social des Étrangers unterstellt, wechselte dann aber ab dem 28. Februar 1943 in die Zuständigkeit des Innenministeriums (Ministère de l’Intérieur). Die Belegungszahlen des Lagers schwankten während all dieser Zeit und erreichten mit 380 Personen im Dezember 1942 ihren Höchststand. Ein besonderes Problem stellte immer wieder die hohe Zahl an Kindern dar, zu deren Unterrichtung im Lager kein Raum vorgesehen war. Von den insgesamt 677 überwiegend französischen Menschen, die das Lager in der Zeit seines Bestehens durchliefen, waren zwischen 30 % und 40 % Kinder. „Insgesamt 227 der Jungen und Mädchen wurden ohne Zustimmung von ihren Eltern getrennt und nach Arles und Marseille gebracht, wo sie in öffentlichen Fürsorgeeinrichtungen untergebracht wurden und ‚umerzogen‘ werden sollten.“ Der bereits zitierte Robert Milliat schrieb dazu in seinem Bericht:

„Die Nomadenfamilie hat eigene Gesetze, Gewohnheiten, Traditionen, und es kommt bei ihnen nicht in Frage, die Mutter vom Kind (von denen eine große Anzahl sich im Kleinkindalter befinden) zu trennen.
Und welche Familie wollte sich denn um diese Kinder kümmern, die, in ein anderes Milieu versetzt, sich nur schwer anpassen könnten?“

#### Das Ende des Lagers
In den bei Bertrand und Grandjonc abgedruckten Berichten über die Zustände im Lager wird immer wieder ein Mann erwähnt, dem die Inspektoren zutrauten, die Situation im Lager doch noch zu verbessern: Albert Robini, ab April 1943 Leiter des Lagers. Er soll „mit der Widerstandsbewegung verbunden“ gewesen sein. Er, der die Deportation der Anfang August 1944 noch 300 Lagerinsassen nach Deutschland oder eine versehentlich Bombardierung des Lagers durch Alliierte Luftangriffe befürchtete (was am 17. August 1944 auch geschah), ergriff die Initiative und riet den Internierten zur Flucht. „Allein in der Nacht vom 17. auf den 18. August kam es so zu 150 Fluchten. Das Lager war also völlig leer, als es offiziell befreit wurde.“:S. 759
Am 25. August 1944 wurde das Lager Saliers geräumt, doch blieb es offenbar für verbliebene oder bereits geflüchtete Lagerinsassen weiterhin ein vorübergehender Rückzugsort. Auf der Webseite Mémorial des Nomades de France heißt es, die Internierten hätten das Lager zwischen dem 3. Juli 1942 und dem 15. Oktober 1944 besetzt gehalten. Der 15. Oktober 1944 gilt als offizielles Schließungsdatum. Was aus den verbliebenen Lagerinsassen wurde, ist nicht dokumentiert. Die Überreste des Lagers wurden 1952 nach den Dreharbeiten zu Henri-Georges Clouzots Film Lohn der Angst zerstört. Laut dem Lyoner Centre d'Histoire de la Résistance et de la Déportation war diese Zerstörung eine Gegenleistung, zu der sich Clouzot für die leihweise Überlassung des Geländes verpflichtet hatte, um das Gelände wieder einer landwirtschaftlichen Nutzung zuzuführen.
Bertrand und Grandjonc, die dem Vichy-Regime vorwerfen, „bei der Einrichtung des Lages Saliers auf ein Architekturkonzept zurück[gegriffen zu haben], das geeignet war, die rassistische Ideologie durch Internierung bestimmter Bevölkerungsgruppen umzusetzen und gleichzeitig die öffentliche französische und internationale Meinung davon zu überzeugen, daß diese Politik begründet sei“, gehen gleichwohl davon aus, dass die Lebensbedingungen im Lager Saliers „nie so schlecht wurden wie in der Gefängnisstadt Gurs oder den Straflagern Le Vernet und Fort-Barraux“.:S. 333

#### Erinnerung und Gedenken
Nach der Zerstörung der letzten Lagerreste im Jahre 1953 nach Abschluss der schon erwähnten Dreharbeiten, fanden Bertrand und Grandjonc bei einer späteren Erkundungstour nur noch „einige Stein- oder Betonblöcke“, „die im übrigen nicht darauf hindeuten, daß es sich um die Überreste des Verwaltungsgebäudes eines «Konzentrationslagers» handelt“.:S. 327 Das Institut national de l’information géographique et forestière (IGN) stellt jedoch über seinen Dienst Remonter le Temps (Die Zeit zurückdrehen) Luftbildaufnahmen zur Verfügung, die einen Eindruck von der Struktur des Lagers vermitteln. So ist auf der Aufnahme aus dem Jahr 1944 deutlich der sich von West nach Ost erstreckende Lagerkomplex zu erkennen, der über eine breite Zufahrt mit der westlich vom Lager verlaufenden heutigen D37 verbunden war. Bei den auf dem Luftbild erkennbaren Gebäuden nahe dem Lagereingang dürfte es sich um die Verwaltungsgebäude und die Unterkünfte der Wachmannschaften gehandelt haben, an die sich dann, gruppiert um eine große Freifläche, die 30 Baracken für die Internierten anschlossen. Ein weiteres ING-Luftbild aus dem Jahr 1952 lässt (weniger deutlich als auf der Aufnahme aus dem Jahr 1944) auch noch den ursprünglichen Lagerbereich erkennen, darüber hinaus aber auch Erweiterungen in östlicher Richtung, die möglicherweise im Zusammenhang mit den Dreharbeiten für Lohn der Angst entstanden sind.
Heute gibt es in Arles die Association des Filles et Fils d’Interné.es du Camp de Saliers-Arles (AFFICS), die sich um das Gedenken an das Camp kümmert, und in dessen unmittelbarer Nähe eine kleine Stele zur Erinnerung an den Lagereingang steht sowie seit 2006 ein größeres Denkmal, dem 2015 eine Infotafel hinzugefügt wurde. Zu dem, was das Denkmal ausdrücken soll, heißt es auf der Webseite des Museums in Tarnów:

“On the white concrete pedestal, which is about half a meter high, the author placed two blocks / columns of sheet steel. Standing in front of the memorial, they look like solid walls / columns, but looking from the back, you can see that the sheet steel is wrapped and supported (welded) to a steel structure. Between those walls, from inside the camp, a group of symbolically depicted people try to squeeze through to the outside – you can see their faces, the outlines of their mouths and noses, but they are only pieces of molten steel …”

„Auf den weißen Betonsockel, der etwa einen halben Meter hoch ist, hat der Künstler zwei Blöcke/Säulen aus Stahlblech gesetzt. Wenn man vor dem Mahnmal steht, sehen sie wie solide Wände / Säulen aus, aber von hinten betrachtet, kann man sehen, dass das Stahlblech umwickelt und mit einer Stahlkonstruktion verbunden (verschweißt) ist. Zwischen diesen Wänden versucht eine Gruppe symbolisch dargestellter Menschen aus dem Inneren des Lagers, sich nach außen zu drängen - man kann ihre Gesichter, die Umrisse ihrer Münder und Nasen sehen, aber sie sind nur Stücke geschmolzenen Stahls ...“

Am 23. Mai eines jeden Jahres findet an dieser Stelle eine Gedenkveranstaltung statt.

Heutige Erinnerungen an das Camp de Saliers
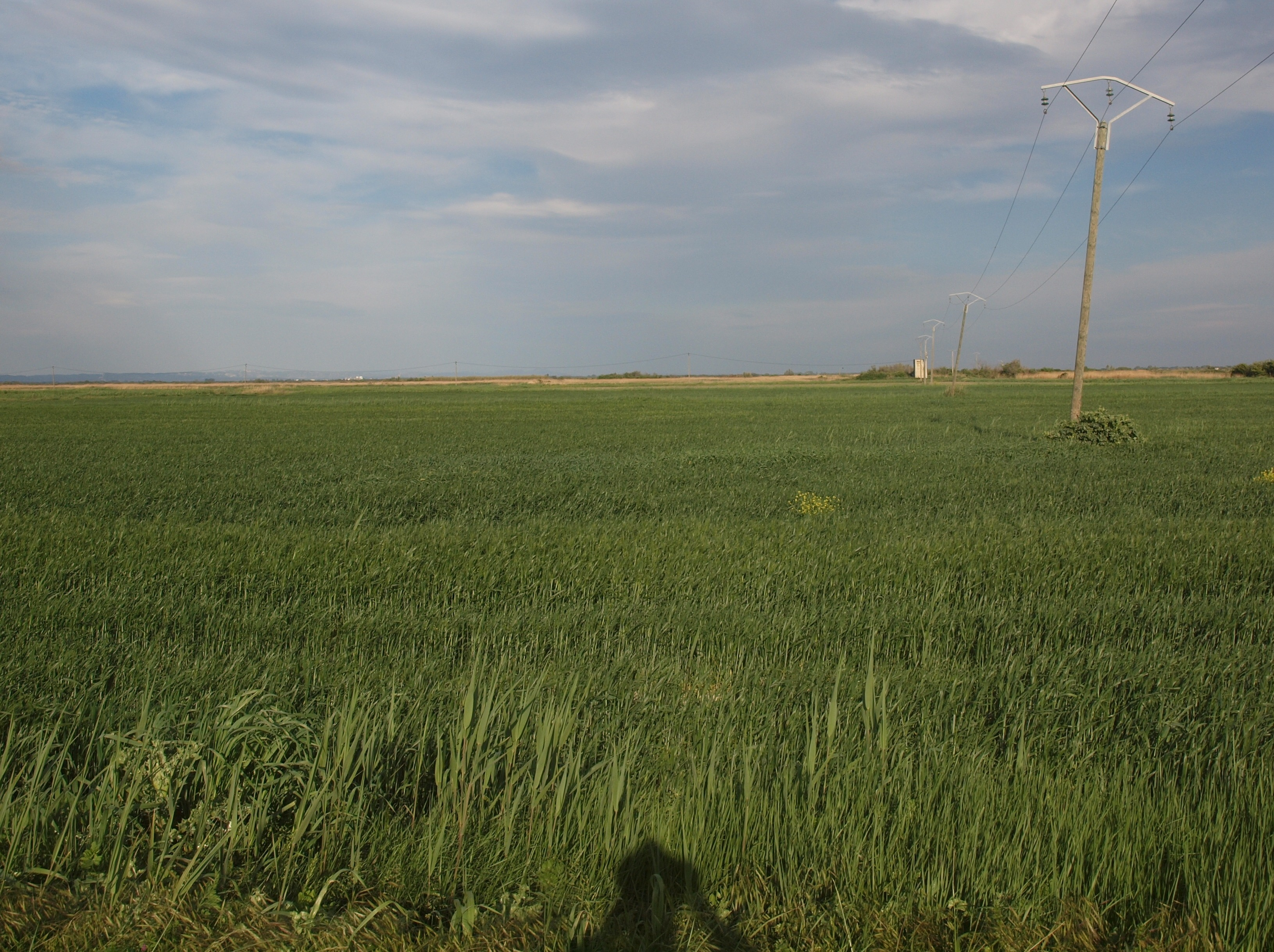
Heutiger Blick von der D37 in Richtung Osten/Zentrum des Camp-Geländes
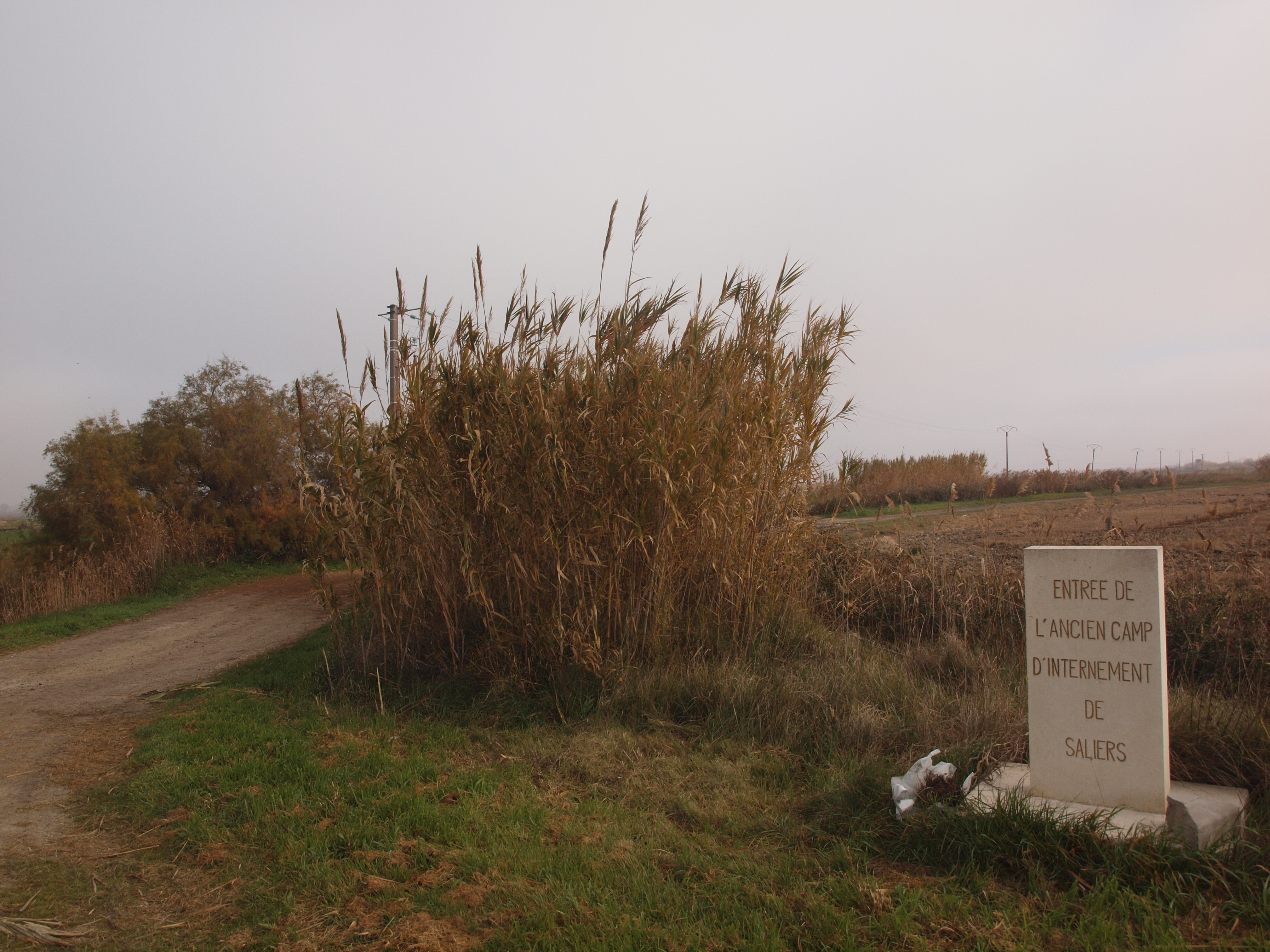
Gedenkstein zur Erinnerung an den Lagereingang
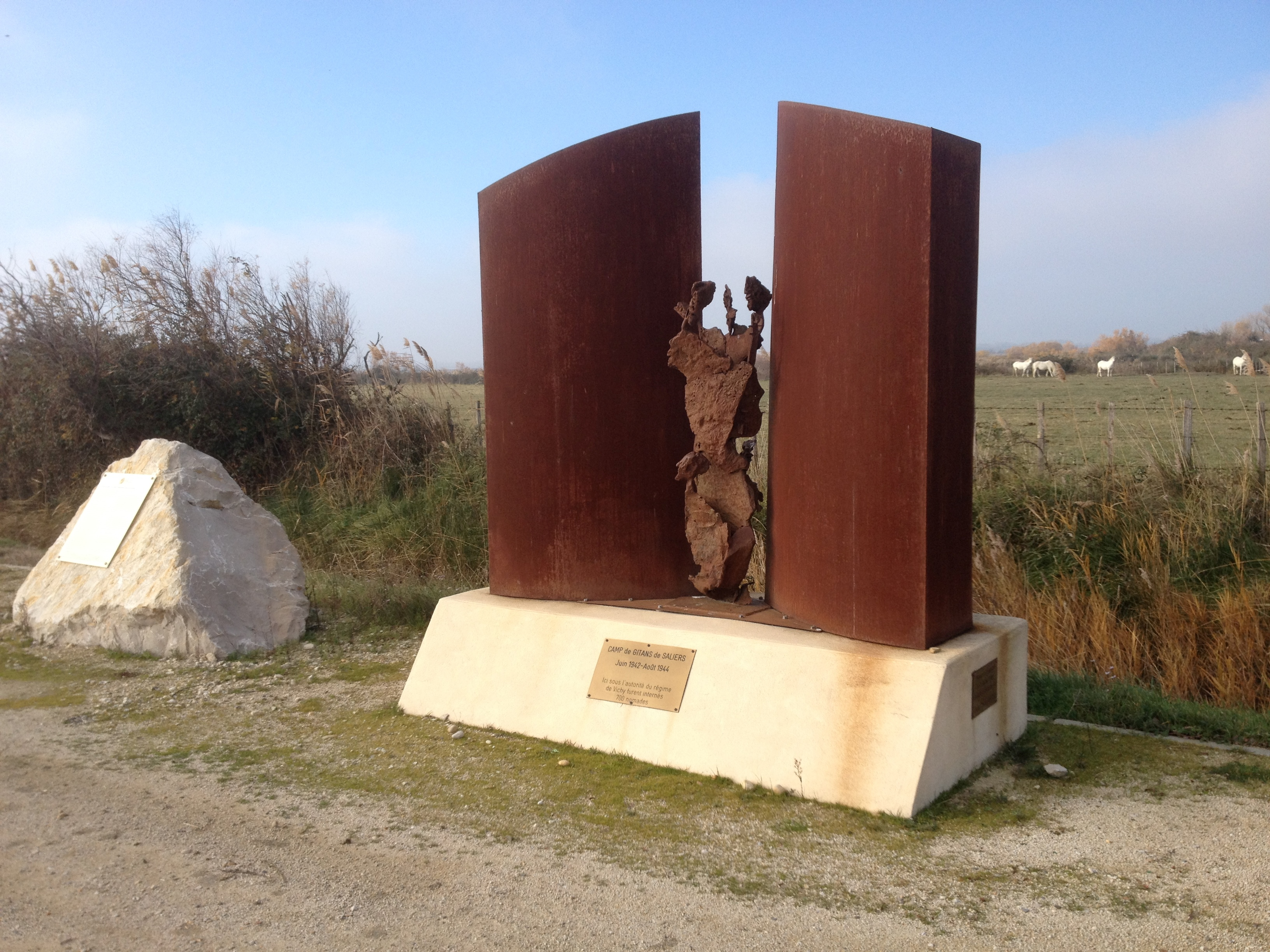
Stele und Info-Tafel zur Erinnerung an das Camp de Saliers
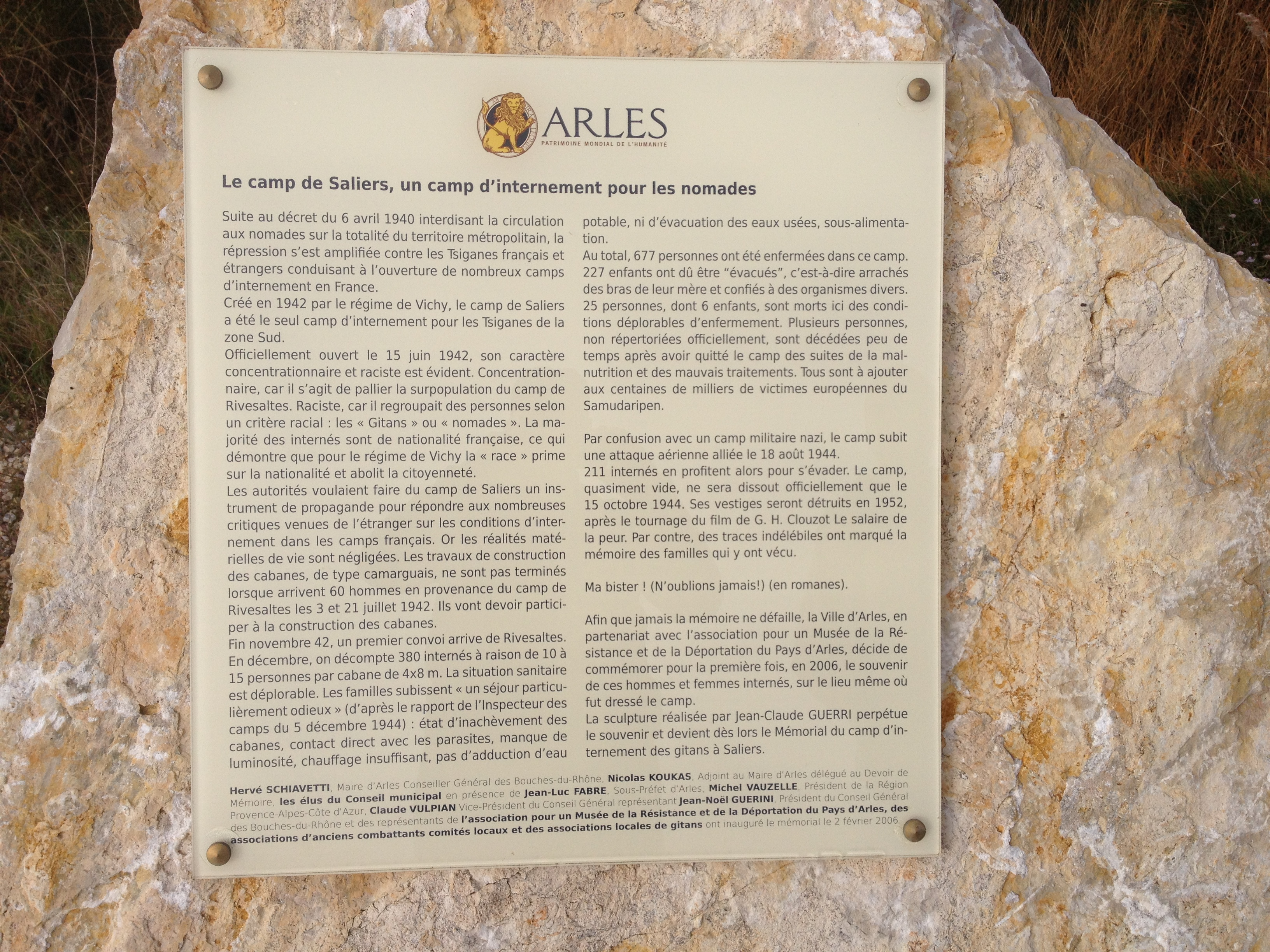
Die Info-Tafel neben der Stele

Auf ihrer Webseite Mémorial des Nomades et Forains décédés (Gedenkstätte für verstorbene Nomaden und Schausteller, siehe Weblinks) spricht die Organisation Mémorial des Nomades de France – abweichend von der oben mehrfach erwähnten Zahl 677 – von 662 Menschen, die zwischen 1942 und 1944 das Camp de Saliers passiert haben. Die Seite führt die Namen von 36 von ihnen auf, die bis 1946 zu Tode kamen, unter anderem auch in deutschen Konzentrationslagern.
Der Fotograf Mathieu Pernot veröffentlichte zusammen mit Henriette Asséo und Marie-Christine Hubert das Buch Un camp pour les Bohémiens. Mémoires du camp d'internement pour nomades de Saliers. Basierend darauf fand vom 27. November 2015 bis zum 16. Mai 2016 in Grenoble im Musée de la Résistance et de la Déportation de l'Isère - Maison des Droits de l'Homme die Ausstellung Un camp pour les Tsiganes - Saliers, 1942-1944 statt. Der Sender franceinfo: culture berichtete darüber am 5. Januar 2016 und zeigte dazu auf seiner Homepage auch ein Video mit Mathieu Pernot. Dieses Video enthält unter anderem Ausschnitte aus dem schon erwähnten Film Lohn der Angst, auf denen auch die originalen Unterkünfte mit ihren Schilfdächern zu sehen sind.

## Kultur

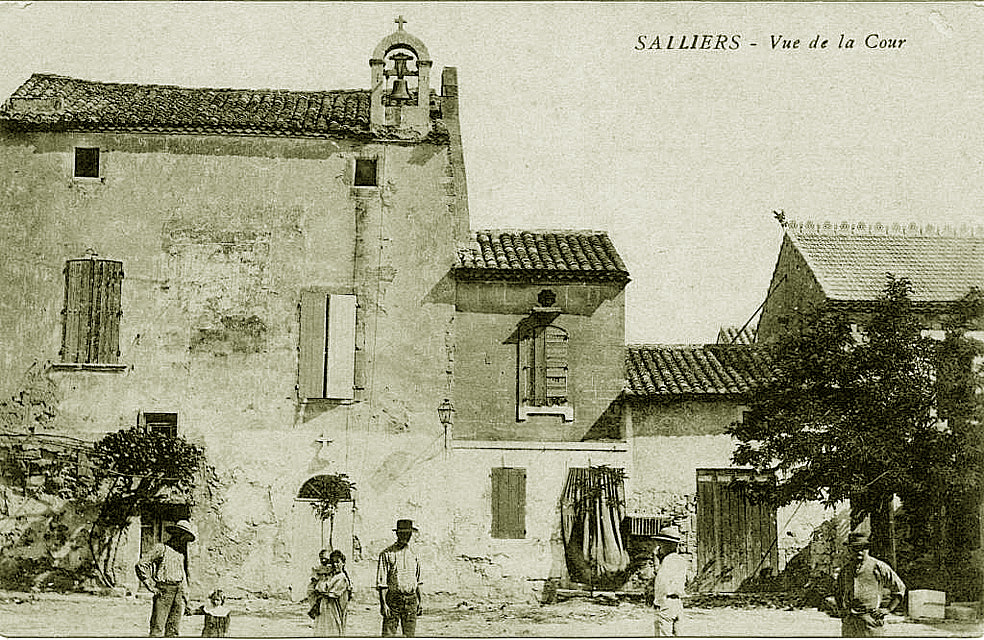
Altes Foto der Templerkirche

Der Templerorden gründete in Saliers eine Kommende, von der heute nur noch Ruinen erhalten sind. In der näheren Umgebung befinden sich mehrere bedeutende Landgüter.
Die Kirche Saint-Pierre von Saliers entstand wahrscheinlich an der Stelle einer Kapelle aus dem 12. Jahrhundert. Um 1930 drohte der Einsturz der Kirche, weswegen sie am Ende der 1930er-Jahre komplett renoviert wurde. Private Spenden ermöglichten die Renovierung sowie den Erwerb eines neuen Altars. Das Kirchenschiff ist von Westen nach Osten ausgerichtet. Heute ist die Kirche in öffentlichem Besitz.

## Film
- Lohn der Angst. Wie oben schon erwähnt, dienten die Überreste des Lagers für Teile des Films als Kulisse.
- Un camp tzigane où il ferait bon vivre... (Ein Zigeunerlager, in dem es sich gut leben ließe …) Dieser Dokumentarfilm von Cédric Condom aus dem Jahre 2005 zeichnet die Geschichte des Lagers nach, indem er auf Erinnerungen einiger ehemaliger Häftlinge zurückgreift und den Fotografen Mathieu Pernot, die Historikerin Marie-Christine Hubert und den Archivar Rémy Bouder zu Wort kommen lässt.
- Un camp d'internement pour nomades en Camargue. Dieser kurze Dokumentarfilm mit englischen Untertiteln des Museon Arlaten in Arles knüpft an die Arbeiten von Mathieu Pernot an und vermittelt zudem einen guten Eindruck von der Camp-Architektur.

## Archivmaterial
- Die Archives Départementales Bouches du Rhóne verfügen nach einer Mitteilung vom 6. Mai 2024 über den digitalisierten Bestand der Akten des Camp des Saliers. Sie sind dort unter den Signaturen AD13_142W_76_0116, _0120, _0124, _0141, _0142 und _0143 inventarisiert.